# Associazione universale esperanto
L'Associazione universale esperanto (in esperanto Universala Esperanto-Asocio, UEA) è la principale organizzazione internazionale di esperantofoni, con membri in 119 paesi (nel 2000) e in relazione ufficiale con le Nazioni Unite e l' UNESCO. In aggiunta ai membri individuali, 95 organizzazioni nazionali d'esperanto sono membri dell'UEA. Il presidente dal 2013 è il canadese Mark Fettes.
L'UEA fu fondata nel 1908 dal giornalista svizzero Hector Hodler e da altri, e oggi ha sede generale a Rotterdam, Paesi Bassi. Un ufficio dell'organizzazione è situato a New York, presso le Nazioni Unite.
Dalla fondazione dell'UEA, la presidenza è stata retta dalle seguenti nazioni (aggiornato al 2004):
| Paese d'origine | Anni di presidenza |
| --------------- | ------------------ |
| Svizzera        | 26                 |
| Regno Unito     | 16                 |
| Francia         | 13                 |
| Stati Uniti     | 9                  |
| Svezia          | 9                  |
| Canada          | 7                  |
| Italia          | 7                  |
| Belgio          | 6                  |
| Corea           | 3                  |
| Australia       | 3                  |
| Giappone        | 2                  |
| (posto vacante) | 3                  |

L'annuale Congresso universale di esperanto (Universala Kongreso de Esperanto), che attrae circa 1.500-3.000 persone in differenti città ogni anno è tenuta sotto la direzione dell'UEA.
Inoltre l'UEA possiede la più ampia libreria in Esperanto del mondo e pubblica libri, acquistabili tramite spedizioni postali (più di 15.000 libri, CD e oggetti vari); mantiene anche un centro d'informazione e una significativa biblioteca di volumi in esperanto. L'organizzazione ha una rete di rappresentanza in tutto il mondo, i Delegita Reto, i cui membri sono ben disposti a rilasciare informazioni sui propri paesi di provenienza o sui vari settori professionali.
La TEJO, l'organizzazione mondiale della gioventù Esperanto, è la sezione giovani dell'UEA. Come per l'Universala Kongreso dell'UEA, anche la TEJO organizza un congresso internazionale della gioventù Esperanto (Internacia Junulara Kongreso) ogni anno in un luogo diverso. L'IJK è una settimana di concerti, presentazioni, escursioni, e divertimento in generale che attrae centinaia di giovani da tutto il mondo.
In aggiunta all'ONU e all'UNESCO, la UEA ha relazioni consultive anche con l'UNICEF e il Consiglio d'Europa e una relazione operativa generale con l'Organizzazione degli Stati americani. Svolge anche un ruolo ufficiale nell'Organizzazione internazionale per la normazione (ISO). L'UEA è attiva nell'informazione pubblica nell'Unione europea e secondo necessità in altre organizzazioni e conferenze interstatali e internazionali. L'organizzazione è membro del Consiglio europeo delle lingue, un forum comune di università e associazioni linguistiche per la consapevolezza delle lingue e delle culture dentro e fuori l'Unione Europea. L'UEA è stata più volte candidata al Premio Nobel per la pace.

## Sezioni nazionali
Segue un prospetto di tutte le sezioni nazionali riconosciute dall'UEA.

### Africa
- Angola: Angola Esperanto-Asocio
- Benin: Asocio de Beninaj Esperantistoj, fondata nel 1996, sezione nazionale dal 2001
- Burundi: Association Nationale d'Esperanto au Burundi, sezione nazionale dal 2008
- Camerun: Association Espérantiste Camerounaise
- Ciad: Ĉadia Esperanto-Asocio
- Comore: Komora Esperanto-Asocio
- Congo-Léopoldville: Demokrata Kongolanda Esperanto-Asocio, fondata nel 1963, sezione nazionale dal 1966
- Costa d'Avorio: Kotdivuara Esperanto-Asocio, fondata nel 1983, sezione nazionale dal 1989
- Ghana: Ganaa Esperanto-Movado
- Madagascar: Unuiĝo de Malagasaj Esperantistoj, fondata nel 1960
- Mali: Malia Esperanto-Movado
- Niger: Niĝerlanda Esperanto-Klubo
- Nigeria: Esperanto-Federacio de Niĝerio
- Sudafrica: Esperanto-Asocio de Suda Afriko, fondata nel 1962, sezione nazionale dal 1969
- Tanzania: Tanzania Esperanto-Asocio
- Togo: Unuiĝo Togolanda por Esperanto, fondata nel 1987, sezione nazionale dal 1995
- Zimbabwe: Zimbabva Esperanto-Instituto

### America
- Argentina: Argentina Esperanto-Ligo, fondata nel 1941, sezione nazionale dal 1946, rifondata nel 1995
- Brasile: Brazila Esperanto-Ligo, fondata nel 1907, sezione nazionale dal 1933
- Canada: Kanada Esperanto-Asocio, fondata nel 1958, sezione nazionale dal 1960
  -  Québec: Esperanto-Societo Kebekia
- Cile: Ĉilia Esperanto-Asocio, fondata nel 1978, sezione nazionale dal 1979
- Costa Rica: Kostarika Esperanto-Asocio, fondata nel 1953, sezione nazionale dal 1999
- Cuba: Kuba Esperanto-Asocio, fondata nel 1979, sezione nazionale dal 1983
- Guatemala: Gvatemala Esperanto-Asocio
- Messico: Meksika Esperanto-Federacio, fondata nel 1903, sezione nazionale dal 1978
- Nicaragua: Esperanto-Klubo de Nikaragvo
- Perù: Perua Esperanto-Asocio, fondata nel 1975, sezione nazionale dal 1978
- Stati Uniti: Esperanto-USA, fondata nel 1952, sezione nazionale dal 1955
- Uruguay: Urugvaja Esperanto-Societo, fondata nel 1924, sezione nazionale dal 1993
- Venezuela: Venezuela Esperanto-Asocio, fondata nel 1912, sezione nazionale dal 1978

### Asia
- Cambogia: Kamboĝa Esperanto-Asocio
- Cina: Ĉina Esperanto-Ligo, fondata nel 1951, sezione nazionale dal 1980
  -  Hong Kong: Honkonga Esperanto-Asocio
- Corea del Sud: Korea Esperanto-Asocio, fondata nel 1920, sezione nazionale dal 1976
- Filippine: Esperanto-Asocio por Filipinoj
- Giappone: Japana Esperanto-Instituto, fondata nel 1919, sezione nazionale dal 1956
- India: Federacio Esperanto de Barato, fondata nel 1982, sezione nazionale dal 1996
- Indonesia: Centro de Esperanto-Studoj
- Iran: Irana Esperanto-Asocio
- Israele: Esperanto-Ligo en Israelo, fondata nel 1949, sezione nazionale dal 1961
- Libano: Libana Esperanto-Asocio
- Malaysia: Malajzia Esperanto-Asocio, fondata nel 1990
- Mongolia: Mongola Esperanto-Societo
- Nepal: Nepala Esperanto-Asocio, fondata nel 1990, sezione nazionale dal 2006
- Pakistan: Pakistana Esperanto-Asocio, fondata nel 1978, sezione nazionale dal 1989
- Singapore: Singapura Esperanto-Asocio
- Sri Lanka: Srilanka Esperanto-Asocio
- Tagikistan: Asocio de Esperantistoj de Taĝikio, fondata nel 2005, sezione nazionale dal 2007
- Uzbekistan: Esperanto-Centro
- Vietnam: Vjetnama Esperanto-Asocio, fondata nel 1956, sezione nazionale dal 1996

### Europa
- Albania: Albana Esperanto-Ligo
- Armenia: Armenia Esperanto-Asocio, fondata nel 1991, sezione nazionale dal 1997
- Austria: Aŭstria Esperanto-Federacio, fondata nel 1935, sezione nazionale dal 1949
- Belgio: Belga Esperanto-Federacio, fondata nel 1962, sezione nazionale dal 1962
- Bosnia ed Erzegovina: Esperanto-Ligo de Bosnio kaj Hercegovino, fondata nel 1949, sezione nazionale dal 1992
- Bulgaria: Bulgara Esperanto-Asocio, fondata nel 1907, sezione nazionale dal 1956
- Croazia: Kroata Esperanto-Ligo, fondata nel 1945, sezione nazionale dal 1992
- Danimarca: Dana Esperanto-Asocio, fondata nel 1908, sezione nazionale dal 1933
- Estonia: Esperanto-Asocio de Estonio, fondata nel 1922, rifondata nel 1988, sezione nazionale dal 1990
- Finlandia: Esperanto-Asocio de Finnlando, fondata nel 1907, sezione nazionale dal 1955
- Francia: Unuiĝo Franca por Esperanto, fondata nel 1898, sezione nazionale dal 1933
- Georgia: Kartvelia Esperanto-Asocio, fondata nel 1990, sezione nazionale dal 1999
- Germania: Germana Esperanto-Asocio, fondata nel 1906, sezione nazionale dal 1934, 1955
- Grecia: Helena Esperanto-Asocio, fondata nel 1927, sezione nazionale dal 1960
- Irlanda: Esperanto-Asocio de Irlando, fondata nel 1970, sezione nazionale dal 1970
- Islanda: Islanda Esperanto-Asocio, fondata nel 1950, sezione nazionale dal 1975
- Italia: Itala Esperanto-Federacio, fondata nel 1910, sezione nazionale dal 1934
- Lettonia: Latvia Esperanto-Asocio, fondata nel 1988, sezione nazionale dal 1989
- Lituania: Litova Esperanto-Asocio, fondata nel 1919, rifondata nel 1988, sezione nazionale dal 1989
- Lussemburgo: Luksemburga Esperanto-Asocio, fondata nel 1971, sezione nazionale dal 1976
- Macedonia del Nord: Makedonia Esperanto-Ligo, fondata nel 1957, sezione nazionale dal 1992
- Malta: Malta Esperanto-Societo, fondata nel 1961, sezione nazionale dal 1978
- Norvegia: Norvega Esperantista Ligo, fondata nel 1911, sezione nazionale dal 1935
- Paesi Bassi: Esperanto Nederland, fondata nel 1994, sezione nazionale dal 1994
- Polonia: Pola Esperanto-Asocio, fondata nel 1945, sezione nazionale dal 1948, 1955
- Portogallo: Portugala Esperanto-Asocio, fondata nel 1972, sezione nazionale dal 1979
- Regno Unito:
  -  Inghilterra: Esperanto-Asocio de Britio, fondata nel 1904, sezione nazionale dal 1933
  -  Scozia: Esperanto-Asocio de Skotlando
- Rep. Ceca: Ĉeĥa Esperanto-Asocio, fondata nel 1969, sezione nazionale dal 1970
- Romania: Esperanto-Asocio de Rumanio, fondata nel 1907, rifondata nel 1990, sezione nazionale dal 1995
- Russia: Rusia Esperantista Unio, fondata nel 1921, rifondata nel 1989, sezione nazionale dal 1989
- Serbia: Serbia Esperanto-Ligo, fondata nel 1909, sezione nazionale dal 1992
- Slovacchia: Slovakia Esperanta Federacio, fondata nel 1997, sezione nazionale dal 1998
- Slovenia: Slovenia Esperanto-Ligo, fondata nel 1937, sezione nazionale dal 1992
- Spagna: Hispana Esperanto-Federacio, fondata nel 1947, sezione nazionale dal 1950
- Svezia: Sveda Esperanto-Federacio, fondata nel 1906, sezione nazionale dal 1933
- Svizzera: Svisa Esperanto-Societo, fondata nel 1902, sezione nazionale dal 1933
- Ucraina: Ukrainia Esperanto-Asocio, fondata nel 1989, sezione nazionale dal 1990
- Ungheria: Hungaria Esperanto-Asocio, fondata nel 1902, rifondata nel 1960, sezione nazionale dal 1962
- Unione europea: Unione Europea d'Esperanto, fondata nel 1977

### Oceania
- Australia: Aŭstralia Esperanto-Asocio, fondata nel 1939, sezione nazionale dal 1942
- Nuova Caledonia: Nov-Kaledonia Esperanto-Asocio
- Nuova Zelanda: Nov-Zelanda Esperanto-Asocio, fondata nel 1910, sezione nazionale dal 1938